# Суюндуков, Ялиль Тухватович
 Яли́ль Тухва́тович Суюндуков (род. 20 сентября 1960, Верхнемамбетово, Башкирская АССР) — российский эколог и почвовед, академик Академии наук Республики Башкортостан (2016), академик РАЕ (2013), доктор биологических наук (2001), профессор кафедры экологии Сибайского института (филиала) Башкирского государственного университета (ныне Уфимский университет науки и технологий), директор Государственного автономного научного учреждения «Институт региональных исследований» Академии наук Республики Башкортостан, директор Зауральского филиала ФГОУ ВПО «Башкирский государственный аграрный университет».

## Биография
Ялиль Тухватович Суюндуков родился 20 сентября 1960 года в многодетной крестьянской семье в деревне Верхнемамбетово Ишмурзинского сельсовета Баймакского района Башкирской АССР, ныне деревня входит в Акмурунский сельсовет того же района Республики Башкортостан. Башкир.
С детских лет проявлял интерес к естественным наукам, к музыке. Окончил музыкальную школу в селе Акмурун по классу баян.
В 1978 году окончил Баймакскую школу-интернат, в 1983 году с отличием — агрономический факультет Башкирского сельскохозяйственного института. Во время учёбы был именным стипендиатом им. Максима Горького.
После окончания института работал там же ассистентом, с 1985 года учился в аспирантуре кафедры почвоведения Башкирского сельскохозяйственного института. С 1988 по 1990 годы — ассистент кафедры земледелия и почвоведения БСХИ.
В 1989 году в Институте почвоведения и агрохимии Сибирского отделения АН СССР (Новосибирск) защитил кандидатскую диссертацию «Влияние орошения на свойства и водный режим обыкновенных чернозёмов степного Зауралья Башкирии» по специальности «агропочвоведение, агрофизика».
В 1990—1994 — старший научный сотрудник отдела земледелия Башкирского научно-исследовательского института сельского хозяйства НПО «Башкирское» в селе Куянтаево Баймакского района.
В 1994—1996 годы — старший преподаватель, доцент кафедры естествознания Сибайского филиала Башкирского государственного педагогического института, в 1996—1998 — директор Сибайского филиала. В 1998—1999 годы — заместитель директора по социально-экономической и кадровой работе Сибайского института (филиала) Башкирского государственного университета (ныне СИ Уфимского университета науки и технологий), в 1999—2001 гг. — старший научный сотрудник кафедры естественных наук СИ БашГУ, доцент кафедры агроэкологии СИ БашГУ, в 2001—2009 гг. — заместитель директора по отделению заочного обучения, профессор кафедры экологии СИ БашГУ (ныне СИ Уфимского университета науки и технологий).
Осенью 2001 года в Институте экологии Волжского бассейна РАН г. Тольятти защитил докторскую диссертацию на тему: «Экологически ориентированное управление плодородием почв Башкирского Зауралья», по специальности «экология».
С 2004 по 2009 год — директор Сибайского филиала Академии наук Республики Башкортостан, заведующий лабораторией экологии и рационального использования природных ресурсов (по совместительству).
С 2009 по 2013 год — директор Зауральского филиала Башкирского государственного аграрного университета
С 2009 по 2016 год — директор Государственного автономного научного учреждения «Институт стратегических исследований Республики Башкортостан».
В 2018—2019 годах — директор ООО Малое Инновационное Предприятие «Резерв», г. Сибай.
С 2022 г. старший научный сотрудник лаборатории «Центр системных исследований устойчивого развития территорий и качества жизни населения» Сибайского института (филиала) Уфимского университета науки и технологий.

## Научная деятельность
В 1989 году в Институте почвоведения и агрохимии Сибирского отделения АН СССР (Новосибирск) защитил кандидатскую диссертацию («Влияние орошения на свойства и водный режим обыкновенных черноземов степного Зауралья Башкирии») по специальности «агропочвоведение, агрофизика», в 2001 году в Институте экологии Волжского бассейна РАН (Тольятти) докторскую диссертацию («Экологически ориентированное управление плодородием почв Башкирского Зауралья») по специальности «экология».
Основные направления исследований:
- агроэкология,
- экология и природные ресурсы Республики Башкортостан,
- экология почв и воспроизводство их плодородия,
- гидро- и фитомелиорация чернозёмов Башкирского Зауралья,
- экологические проблемы сельского хозяйства региона.

Первым в республике изучил влияние орошения на водно-физические и химические свойства и водный режим почв Республики Башкортостан, обосновал оптимальные параметры орошения степных чернозёмов.
Подготовил 15 кандидатов и 2 докторов наук. Автор более 400 научных трудов, из которых более 140 опубликованы в центральной печати.

### Избранные труды
- Суюндуков Я. Т. Экология пахотных почв Зауралья Республики Башкортостан / Под ред. чл.-корр. АН РБ Ф. Х. Хазиева. — Уфа: Гилем, 2001. — 256 с.
- Суюндуков Я. Т., Хасанова Р. Ф., Суюндукова М. Б. Фитомелиоративная эффективность многолетних трав на черноземах Зауралья Республики Башкортостан / Под ред. чл.-корр. АН РБ Ф. Х. Хазиева. — Уфа: Гилем, 2007. — 132 с.
- Суюндуков Я. Т., Надежкин С. Н., Хасанов Г. А. Нут в степном Зауралье. — Уфа: Гилем, 2007. — 96 с.
- Синантропная растительность Зауралья Республики Башкортостан: синтаксономия, динамика, фиторекультивационный эффект / Под ред. чл.-корр. АН РБ Б. М. Миркина, д.б.н. Суюндукова Я. Т. — Уфа: Гилем, 2008. — 512 с.
- Суюндуков Я. Т., Семенова И. Н., Зулкарнаев А. Б., Хабиров И. К. Антропогенная трансформация почв города Сибай в зоне влияния предприятий горнорудной промышленности / Уфа: Гилем, Башк.энцикл., 2014. — 124 с.
- Irina N. Semenova, Yuliya S. Rafikova, Yalil T. Suyundukov, Gulnaz Ya. Biktimerova. Regional Peculiarities of Micro-element Accumulation in Objects in the Transural Region of the Republic of Bashkortostan / Biogenic—Abiogenic Interactions in Natural and Anthropogenic Systems. Springer, 2015. P. 179—187. DOI 10.1007/978-3-319-24987-2/
- Суюндуков Я. Т., Хасанова Р. Ф. Агроэкологический анализ структурного состояния и оптимизация свойств черноземов Зауралья при фитомелиорации / Под ред. чл.-корр. АН РБ Б. М. Миркина. Уфа: Гилем, Башк.энцикл., 2016 — 240с.
- Суюндуков Я. Т., Суюндукова М. Б., Безуглова О. С. и др. ФИЗИЧЕСКИЕ СВОЙСТВА ПОЧВ ГОРОДА СИБАЙ РЕСПУБЛИКИ БАШКОРТОСТАН // Почвоведение. 2022. № 1. С. 33-43.

## Награды и звания
- Орден Дружбы народов, Республика Башкортостан, 27 июня 2019 года[2]
- Заслуженный деятель науки Республики Башкортостан, 17 марта 2011 года[3]
- Золотая Медаль имени В. И. Вернадского, Российская Академия Естествознания.

## Семья
- Жена Мунира Басимовна, доктор биологических наук. в семье трое детей[4]:
  - дочь Гульназ, кандидат биологических наук, работает в г. Уфе. Замужем, двое детей.
  - сын Урал, программист, четверо сыновей.
  - дочь Гульшат, кандидат биологических наук. Замужем.